# Cerro de La Cabeza
El cerro de La Cabeza un monte que alcanza los 1247 metros, situado en la sierra de la Cabrera, en el municipio de La Cabrera, Madrid. En lo alto de dicho monte, en unas terrazas, se halla el antiguo castro ibero-carpetano, el Castro de la Cabeza.
Se le considera orográfico, es decir, una montaña con una altura superior a los 300 m).